# Лант, Конрад
Ко́нрад То́мас Лант (англ. Conrad Thomas Lant; род. 15 января 1963, Лондон), также известный по псевдониму Cronos — британский музыкант, вокалист и басист блэк/трэш-метал группы «Venom» с 1979 года по 1987 и с 1995 по настоящее время.

## Биография

### Молодость
Лант родился в Лондоне. После участия в школьной группе «Dwarfstar» (с англ. «Карликовая звезда») Лант присоединился к группе «Guillotine» (с англ. «Гильотина») в 1978 году. В ней он стал гитаристом и познакомился с Джеффри Данном (также известным под псевдонимом Mantas). В 1980 году первоначальный басист ушёл из группы за неделю до концерта, и Лант стал играть бас-гитарные партии, а группа сменила своё название на «Venom». В 1981 году вокалист Клайв Арчер покинул группу, и Лант взял на себя его обязанности. С этого времени он исполнял в группе «Venom» басовые и вокальные партии.

### Соло-карьера
Лант покинул Venom в 1988 году и начал заниматься сольной карьерой, периодически участвуя в группах такого же стиля, как и Venom: «Cronos», «Enthroned», «Cradle of Filth» (Кронос прочитал финальный монолог к песне «Haunted Shores», альбома «Dusk... and Her Embrace»), «Warpath», «Massacre» and «Necrodeath». Также он продюсировал некоторые из альбомов других групп.
Участники «Venom» пытались продолжить без Кроноса, но альбомы группы плохо продавались, а на концерты приходило мало людей. В 1995 году Кронос возродил первоначальный состав «Venom», и группа год спустя выступила хедлайнером на «Dynamo Festival» перед 90 тысячами фанатов.

### Последующая деятельность
В 2000 году группа стала хедлайнером фестиваля «Wacken Open Air» в Германии и отыграла концерт в Нидерландах.
В 2002 году Кронос упал с большой высоты, после чего группа была вынуждена сделать перерыв в работе. Из-за полученной травмы он не мог петь и играть на басу ещё несколько лет. Чтобы скоротать время, Кронос начал заниматься программированием игр и 3D-моделированием. Он работал главным мультимедиа-менеджером в компаниях «K-Class Systems» и «Globalfibre.tv».
В 2003 году Кронос со своим братом-барабанщиком, выступающим под псевдонимом «Antton», и гитаристом Майклом Аланом Хики вновь собрал «Venom». После нескольких лет приготовлений и интенсивных репетиций группа в начале 2006 года выпустила альбом «Metal Black» и отправилась в мировое турне. Также группа «Venom» стала хедлайнером на фестивале «Gods of Metal 2006» (Италия) и исполнила свою классическую песню «Die Hard» вместе с Филом Ансельмо, участником групп «Pantera» и «Down». Также в 2004 году Кронос поучаствовал в сайд-проекте Дейва Грола «Probot».
Некоторые источники утверждают, что Кронос является братом Марии Лант, матери Герцогини Кембриджской, однако это не более, чем мистификация. Мать Герцогини Кембриджской зовут не Мария Лант, а Кэрол Голдсмит Миддлтон.

### Оборудование
Бас-гитары:
- Aria Pro II SB1000 (Matte Black with Natural Stripe)
- Aria Pro II SB1000 (Red with Natural Stripe)
- Ibanez Destroyer Bass (Red Finish)
- Gibson EB-0 SG Bass (Van Halen styled Finish)
- Steinberger Bass (Burgandy/Brown Finish)
- Fender Jazz Bass (Black Finish/with LED Lights)
- Fender Jazz Bass (Red Finish/with LED lights)
- Fernandes 4 String Tremor Bass (Black Finish/w\Custom Neck)
- Fernandes 4 String Tremor Bass (Burgandy Finish/w\Custom Neck)

У Кроноса было ещё 2 бас-гитары. Их можно увидеть на DVD, который поставляется с Deluxe-версией альбома «Black Metal». Впоследствии они были уничтожены.
На многих бас-гитарах Кроноса гриф наполовину безладовый (после 12-го лада).
Усилители:
- Marshall Amps

## Дискография

### Venom
- Welcome to Hell (1981)
- Black Metal (1982)
- At War with Satan (1983)
- Possessed (1985)
- Eine Kleine Nachtmusik (1986)
- Calm Before the Storm (1987)
- Cast in Stone (1997)
- Resurrection (2000)
- Metal Black (2006)
- Hell (2008)
- Fallen Angels (2011)
- From The Very Depths (2015)

### Cronos
- Dancing in the Fire (1990)
- Rock n' Roll Disease (1991)
- Venom (1995)
- Hell to the Unknown (2006) — Антология

### Прочее
- Dusk... and Her Embrace группы Cradle of Filth (1996) — финальный монолог в песне «Haunted Shores»
- Probot (2004) — вокал и бас в песне «Centuries of Sin»
- Chapter V: Unbent, Unbowed, Unbroken группы HammerFall (2005) — вокал в песне «Knights of the 21st Century»